# Agilodocodon scansorius
Agilodocodon scansorius — викопний вид ссавців ряду Докодонти (Docodonta), що існував у юрському періоді (165 млн років тому).

## Опис
Вид сягав приблизно 13 сантиметрів завдовжки від голови до початку хвоста та був вагою близько 27 грамів. Agilodocodon scansorius мав лапи, пристосовані для лазіння по гілках дерев, і зуби, які свідчать про рослинну дієту. Його різці за формою нагадували лопатки і дозволяли гризти кору, якою він, здається, головним чином і харчувався. Дуже близькими до них за своїми формою і функцією виявилися зуби деяких сучасних мавп Нового Світу, що харчуються деревною рослинністю.
Лапи закінчувалися вигнутими роговими кігтями, а їхні пропорції виглядають типовими для ссавців, що живуть на деревах або кущах. При цьому Agilodocodon володів добре розвиненими, гнучкими суглобами ліктів, зап'ясть і голіностопів, завдяки чому міг посперечатися мобільністю з сучасними ссавцями, що лазять по деревах.

## Скам'янілості
Скам'янілі рештки виду (Голотип BMNH 001138) були знайдені фермерами у відкладеннях формування Tiaojishan провінції Внутрішня Монголія в Китаї. Зараз голотип зберігається у Пекінському музеї природознавства.